# Odruch pyszczkowy
Odruch pyszczkowy (inaczej odruch ryjkowy) – atawistyczny odruch deliberacyjny, polegający na wydęciu warg w odpowiedzi na szybkie zbliżenie młoteczka neurologicznego do ust badanego i delikatne ich uderzenie. Może być wywoływany także palcami badającego. 
Podobnie jak odruch rogówkowo-bródkowy lub dłoniowo-bródkowy, odruch ten, gdy występuje u dorosłych, świadczy o patologii układu nerwowego. Może świadczyć o uszkodzeniu płata czołowego u chorych z otępieniem.